# 19世紀フランスのフィロキセラ禍

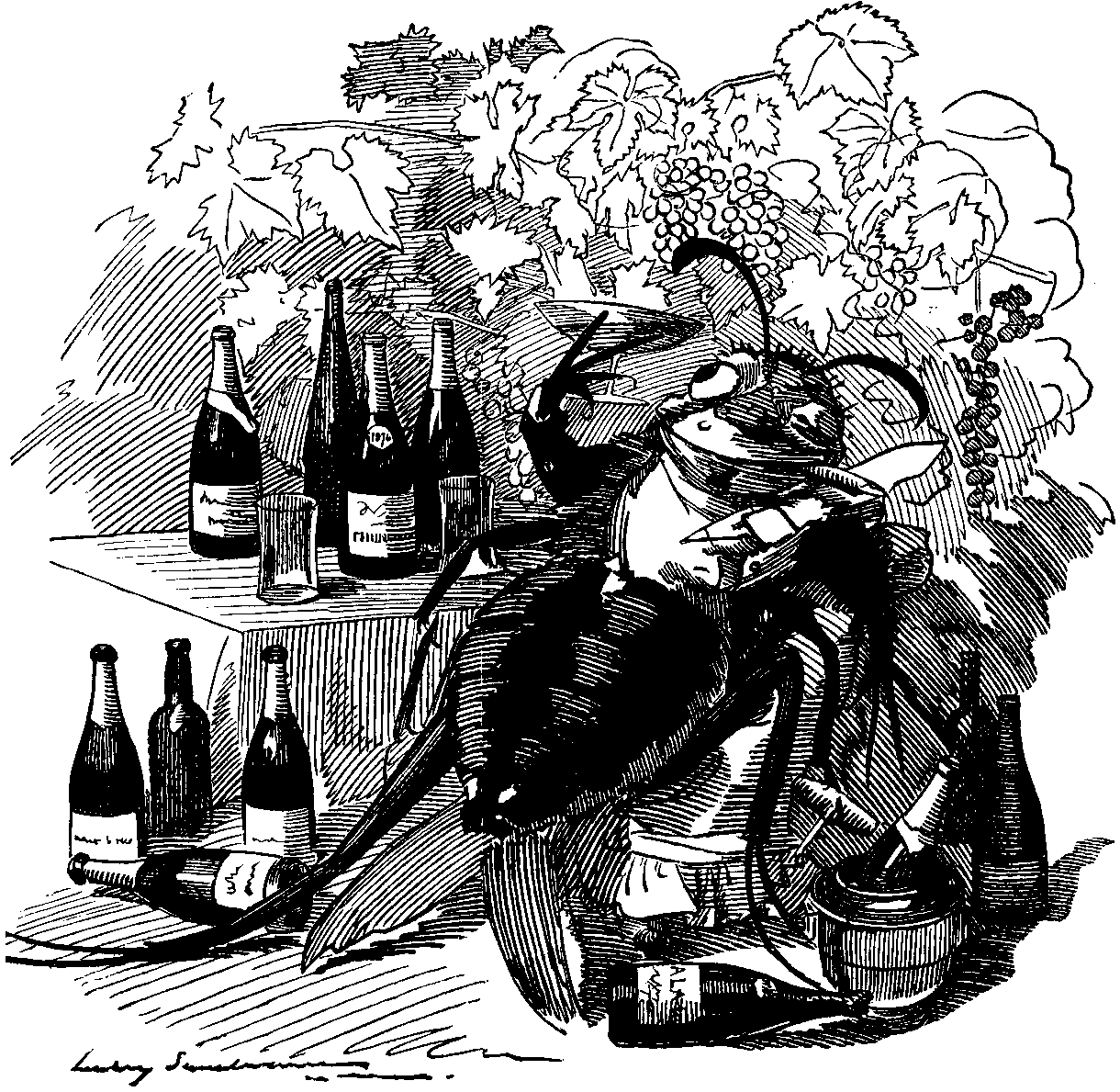
「真の美食家であるフィロキセラは最高のブドウ畑を見つけ、最高のワインに取り付く」『パンチ』に掲載された風刺画（1890年）。

本項では19世紀後半にフランスのワイン産業を壊滅させたフィロキセラ禍（フィロキセラか）について解説する。1850年代後半に、アメリカ大陸からブドウ樹に寄生する害虫フィロキセラ（ブドウネアブラムシ）がフランスに渡り、同地のブドウ畑に大きな被害（虫害）が発生した。これにより地場産業であるワイン業界に壊滅的な被害が生じた。また、フランスが最大の被害地と見られているが、同様の災害はヨーロッパ諸国で広く起こった。
記録上は1863年にフランスでブドウ樹が大量枯死する原因不明の現象が起こり、それはわずか10年ほどでフランス全土、さらにヨーロッパ中に広がっていった。事態を重く見たフランス政府は調査委員会を組織し、やがて、その調査員である植物学者のジュール・エミール・プランションと、ニュースで事態を知ったアメリカの昆虫学者チャールズ・バレンタイン・ライリーが、アメリカ由来のアブラムシ（シラミ）によって引き起こされた虫害であると突き止めた。その後、フランスのワイン生産者であるレオ・ラリマンとガストン・バジールが、フィロキセラに強いアメリカ原産のブドウ樹を台木（耐虫性台木）に使う接ぎ木法を確立した。この手法はブドウ農家から嫌われたものの他に有効な代替策がなく、結果として接ぎ木法が普及し、時間はかかったが最終的にブドウ畑は「入れ替え」られた。現代でもフィロキセラに対する根本治療法は確立できていない。
フィロキセラがいつ、どのようにしてアメリカからフランスに入ったのかは諸説あり、今なお論争がある。当時アメリカからヨーロッパにブドウ樹が運ばれることはよくあったが、害虫や疫病が持ち込まれる可能性はまったく考慮されていなかった。通説では1858年頃にヨーロッパに入り込んだと見られており、また、19世紀に入ってから外来種の問題が生じた要因として蒸気船の誕生が指摘されている。

## 背景・前史

### フィロキセラ（ブドウネアブラムシ）

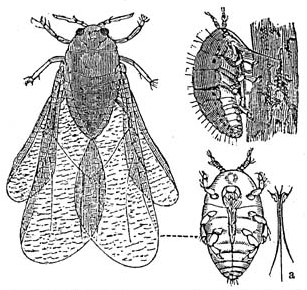
1888年に書かれたフィロキセラのスケッチ。それぞれ羽のあるもの、ないもの、根に取り付いているものが描かれている。

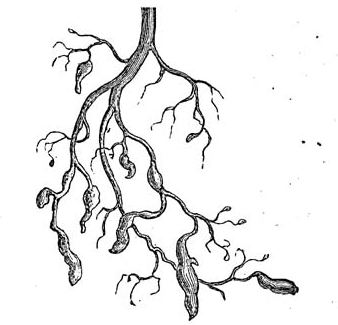
フィロキセラの被害を受けたヴィニフェラ種の根のスケッチ。虫瘤が見られる。

ブドウネアブラムシ（葡萄根油虫）、通称フィロキセラは、ブドウ樹を好む0.5ミリメートルほどの昆虫であり、葉や根にコブ（虫瘤）を生成して樹液を吸い、その生育を阻害し、やがて枯死させるに至る。原種はアメリカ大陸であり、本来はヨーロッパにいない種であった。アメリカ原産のブドウ樹はフィロキセラに対して耐性を持っていたが、ワインに用いられているヨーロッパブドウ（ヴィニフェラ種）にはなかった。
なお、フィロキセラという名前は、後述のように、フランスで発見された際に当初新種と誤認され、オークの葉に寄生する類似種フィロキセラ・クエルクス（Phylloxera quercus）に由来して付けられた学名である（Phylloxera vastatrix、フィロキセラ・ヴァスタリックス）。その後、アメリカの昆虫学者アサ・フィッチが1855年に発見していた種（Daktulosphaira vitifoliae、ダクティラスファエラ・ヴィティフォリエ）と同定されたことで、学名としては取り下げられたが、英語やフランス語では通称名となっている。
非常に多くのブドウ農園を崩壊させたにもかかわらず、その原因としてフィロキセラが発見されるのには非常に時間がかかった。この理由は諸説あるが、多くはその摂食行動と根への侵食方法に関係している。
フィロキセラの口吻には、対象を枯死させる毒管と、樹液を吸い込む吸収管の2つがある。毒管がブドウの根を腐食させると樹液圧が下がり、そうなるとフィロキセラはすぐに吸収管を引き抜いて、別のブドウ樹に移動する。その結果、病気で枯死したブドウ樹を掘り起こしても、その時点で根の部分からフィロキセラは発見できなかった。

### 16世紀のアメリカ入植に伴うブドウ樹移入の失敗
ブドウ樹に対する災害としてフィロキセラが認識されるのは19世紀のことであったが、実はブドウ樹に対する謎の枯死自体は16世紀には観察されていた。
当時、アメリカのフロリダに入植したフランス人入植者はヨーロッパから持ち込んだヴィニフェラ種のブドウ樹が枯死する現象に直面した。
その後、近縁種を使った実験も行ったがやはり失敗し、その原因はつかめなかった。今日においてはフィロキセラが原因であったと指摘されている。フィロキセラの毒はヨーロッパ産のブドウ樹に、すぐに致命的な病気を引き起こした。
フィロキセラの数は多く、かつ、入植者達にはアメリカで成功しなければならないというプレッシャーがあったはずだが、当時においてはまったく気づかれなかった。
いずれにせよ、ヨーロッパから移入されたヴィニフェラ種のブドウ樹は、アメリカの土壌では育たないということが入植者たちの共通認識となった。代わりにアメリカ原産種でブドウ農園が作られることになった。例外的に、フィロキセラが侵入してくるまでカリフォルニアではヴィニフェラ種のブドウ農園が運営できていた。

### 19世紀のヨーロッパへのフィロキセラの侵入
ヨーロッパにフィロキセラが入り込んだのはアメリカから持ち込まれたブドウ樹に付いていたためと考えられている。1860年代にフィロキセラをアメリカ産の種と同定したフランスの生物学者ジュール・エミール・プランションは、1858年から1862年の間にアメリカからヨーロッパへのブドウ樹を始めとする直物の移入が大幅に増加したことに伴い、1860年頃に偶然フィロキセラが持ち込まれたと指摘している。異説としてフランスへの侵入は1863年頃とするものもある。
しかし、アメリカ産のブドウの木や植物をヨーロッパに持ち込むこと自体は19世紀以前より数世紀にわたって行われていたことであった。ブドウに限らず、多くの品種が持ち込まれたが、当時は害虫の移動やそれに伴う影響などは一切考慮されていなかった。
19世紀になってフィロキセラが入り込めた理由として蒸気船の登場が挙げられる。帆船時代よりも船足が早くなったために航海時間が短縮され、フィロキセラはヨーロッパまで生き残ることができたと考えられる。

## 19世紀ヨーロッパでの大規模な虫害

### 最初の記録
1863年、旧ラングドック地方のガール県プジョー村で、フランスで最初のフィロキセラによる被害が記録された。村のワイン生産者たちは、アメリカのフランス人入植者たちがそうであったように、ブドウ樹が何らかの疫病に掛かったとは認識したが、その原因がアブラムシ（フィロキセラ）だとは気づかなかった。この病害に対するワイン生産者たちの唯一の記述は「結核を想起させるような苦痛がある」であった。
この疫病はまたたく間にフランス全土に広がったが、原因の特定には数年を要した。

### 損害
1850年代後半から1870年代半ばまでの15年間で、フランスのブドウ樹とブドウ畑の40％以上が壊滅する被害が生じた。ひいては、フランス経済にも多大な影響を及ぼし、多くの事業が廃業し、ワイン産業の賃金は半分以下に減少した。アルジェリアやアメリカへの移民も目立った。
フランス経済の被害は100億フランあまりと推定されている。

### 原因の特定

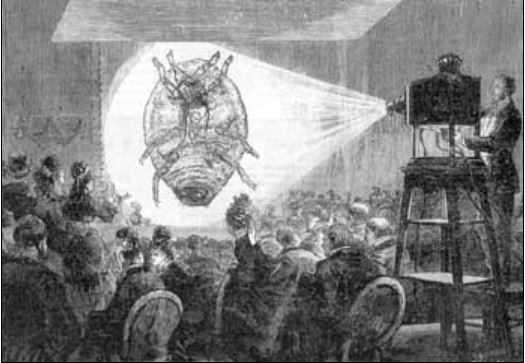
パリで開かれたフィロキセラ対策会議のスケッチ（1874年）

1868年、この疫病に対する原因調査が始まった。プジョー近郊のロケミュールのブドウ農家がモンペリエの農業組合に助けを求めたことがきっかけであった。
組合は、植物学者ジュール・エミール・プランション、地元の生産者フェリックス・サユ、そして組合長のガストン・バジールを含む調査委員会を設立した。サユはすぐに枯れかけたブドウ樹の根に樹液を吸う「シラミ」が蔓延していることに気づいた。委員会はこの新種の虫を「Rhizaphis vastatrix」と名付けた。
プランションは、この虫について、フランスの昆虫学者ビクトル・アントワーヌ・シニョレとジュール・リヒテンシュタイン（プランションの義弟）に相談した。シニョレはオークの葉に寄生する「フィロキセラ・クエルクス」（Phylloxera quercus、quercusはオークの学名）と類似性があることから「フィロキセラ・ヴァスタリックス」（Phylloxera vastatrix）に改名することを提案した。
1869年、イギリスの昆虫学者ジョン・オバディア・ウエストウッドは、1863年頃にイギリスでブドウの葉に寄生していた虫が、フランスのブドウ樹の根を枯れさせていたフィロキセラと同じ種である可能性に言及した。
また同じく、リヒテンシュタインは、フィロキセラが、1855年にアメリカの昆虫学者アサ・フィッチが発表した「ブドウ樹シラミ」（vine louse）と同じ種である可能性を呈した（なお、フィッチはこの虫を「Pemphigus vitifoliae」（ペムフィガス・ヴィティフォリエ）と命名していた）。
ただ、このような同じ種と推定する説には問題があった。フランスで発見されたフィロキセラはブドウ樹の根にのみ寄生するものであったが、アメリカのブドウ樹シラミはブドウの葉にのみ寄生する種であったためである。
フランスで発生した「シラミ」のニュースに着目していたイギリス生まれのアメリカ人昆虫学者チャールズ・バレンタイン・ライリーは、アメリカでの種の標本をフランスのシニョレに送った。1870年、普仏戦争中のパリ包囲下の中で、シニョレはフィロキセラとブドウ樹シラミが確かに同じ種類だと結論づけた 。
一方で生態観察による同定作業も行われていた。
葉の方に病害があるブドウ樹を発見したプランションとリヒテンシュタインは、そのフィロキセラを健康なブドウ樹に移す観察実験を行った。移されたフィロキセラは、今までのフランスの症例と同じく木の根に寄生を始めた。
また、1870年にライリーは、アメリカのブドウ樹シラミがブドウ樹の根に寄生して越冬することを発見した。さらに彼は、プランションとリヒテンシュタインが行った実験をアメリカのブドウ樹とシラミでも行い、同様の結果が得られることを確認した。
こうしてフランスのフィロキセラがアメリカのブドウ樹シラミと同じ種であることが証明された。それにもかかわらず、フランスではさらに3年間にわたりフィロキセラは「真の」原因ではないという意見が多数派を占めた。彼らは、未だ見つかっていない「真の」原因によって弱ったブドウ樹にフィロキセラが寄生したのであって、枯れたブドウ樹からそれらが発見されたのは結果に過ぎないとした。
昆虫学者たちはフィロキセラの特異な生活環の解明に取り組み、これは1874年に完了した。

### 接ぎ木法という解決策

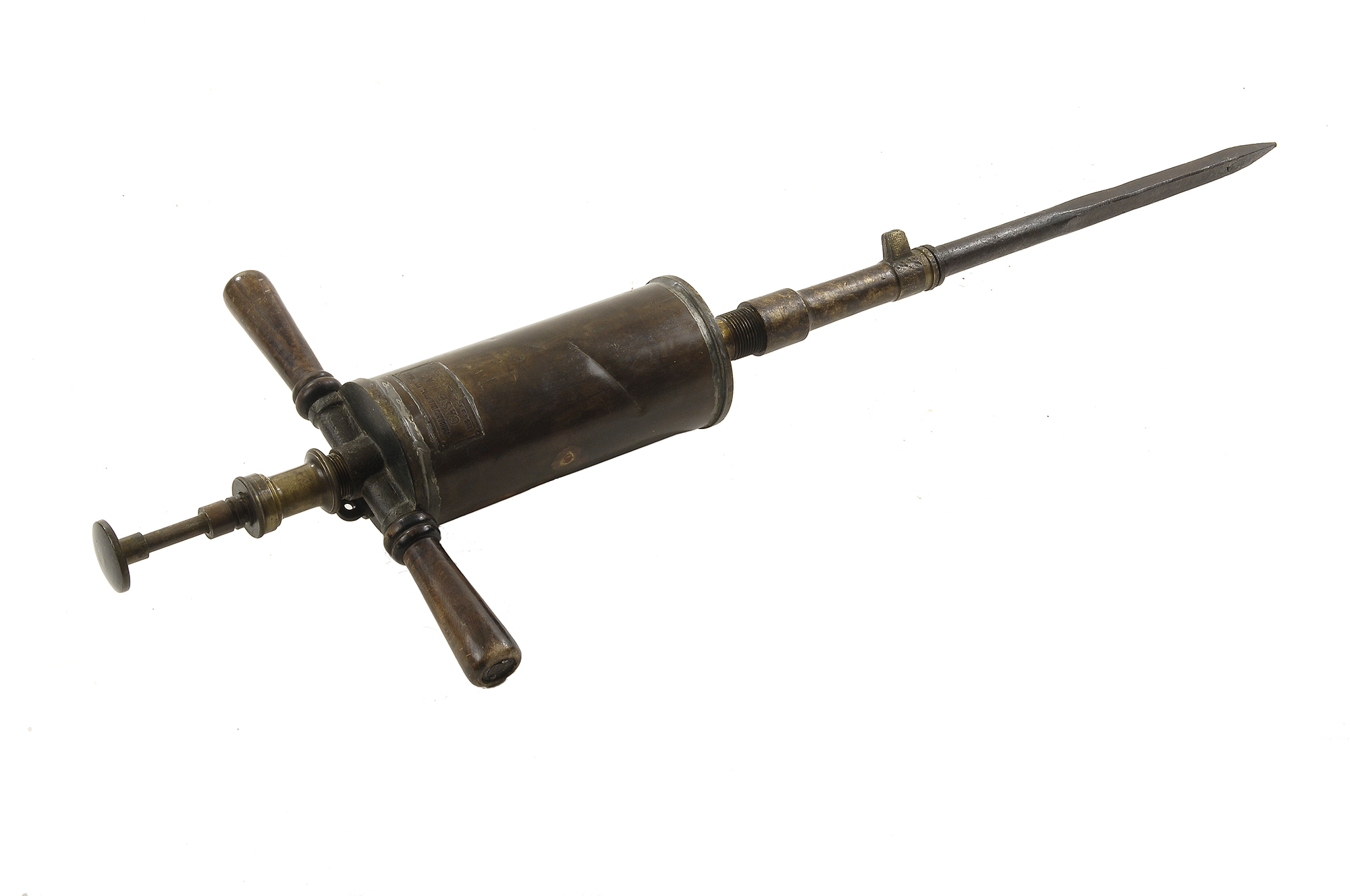
フィロキセラ対策として用いられたブドウ樹の根に用いる注射器

多くの生産者は、それぞれ独自の解決策を行い、化学薬剤や殺虫剤を用いたが効果はなかった。中には、ヒキガエルや家禽が虫を食べてくれることを期待して畑内に放し飼いにする者もいた。
しかし、いずれの方法も成功しなかった。
アメリカの種とフランスの種の同定に貢献したアメリカの昆虫会社ライリーは、早い段階から特にフィロキセラに耐性のあるアメリカ産のブドウ品種を発見しており、これを用いた対策が考えられていた。
1871年までには、フランスのワイン生産者であるレオ・ラリマンとガストン・バジールがテキサスのトマス・ヴォルニー・マンソンより台木用のアメリカ原産種のブドウ樹を輸入し、フランスの伝統種を接ぎ木することによって、ヨーロッパ原産のヴィニフェラ種のブドウ樹でも、フィロキセラに勝てる可能性を発見した。
（もともとラリマンは1869年にはアメリカ原産種を輸入し育てることを提案していたが、伝統種を放棄することにはフランス農家は消極的であった）。
ただし、アメリカ原産種を使ってもすぐに問題が解決するわけではなかった。初期に輸入されたアメリカ原産種はフランスの石灰質の土壌と相性が悪く、弱ったところをフィロキセラにやられるというケースがあった。
最終的に試行錯誤の結果、石灰質の土壌に耐えられるアメリカ原産種が発見された。
同じく、重要な役割を果たした者にミズーリ州ネオショのブドウ栽培者、ヘルマン・イェーガーがいる。
彼は同州の昆虫学者ジョージ・ハスマンと協力し、害虫に耐性のあるブドウ樹の生産を既に行っていた。実際、マンソンがテキサスで開発したいくつかの耐虫性台木品種（ミセス・マンソン、ミューンチ、ネヴァ・マンソン）は、イェーガーがミズーリで開発した丈夫な雑種から生まれたものであった。
イェーガーもまた17箱分の耐虫性台木をフランスに輸出した。
接ぎ木法の試験が実施され、その有効性が証明された。
この手法を当時のフランスのワイン生産者たちは口語的に「作り換え」と呼んだ。しかし、この方法を拒絶して従来の手法である農薬や化学薬剤の使用に固執する者も多く、ワイン業界は大きく分裂した。接ぎ木法を受け入れた者たちは、「アメリカ主義者」や「木材商人」と呼ばれ、対する反対者たちは「化学者」と称された。
いずれにせよ、接ぎ木法が確立され、膨大な手間と時間を掛けて、フランスのブドウ畑の大部分は「再構成」された。

### 褒賞金と叙勲

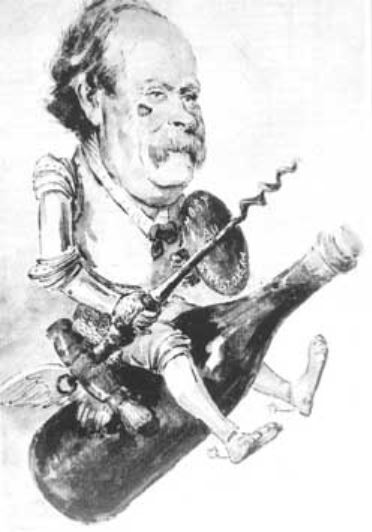
「フィロキセラに死を！」（1880年のフランスの風刺画）

この大規模な虫害に対してフランス政府は、治療法を発見した者に32万フラン以上の褒賞金を出すことを発表していた。アメリカ産のブドウ樹を台木とする接ぎ木法を最初に考案したとされるレオ・ラリマンは、政府に褒賞金の請求を行ったが支払いを拒否された。その理由は、ラリマンの方法は病気を治すのではなく、発生を防ぐ方法だからというものであった。この拒絶理由には異説もあり、ラリマンは当時の著名人らから不審感を抱かれており、そもそもラリマンがフィロキセラをヨーロッパに持ち込んだと疑う者も多くいたことが原因とする説もある。
結局、この報奨金が支払われることはなかった。実のところ、アメリカのブドウ樹を台木とする接ぎ木法自体は別に新しいアイデアではなかった。ジョージ・オーディッシュによれば、16世紀にスペインはメキシコでの促成栽培のために、スペインから持ち込んだ苗木に、メキシコ現地のブドウ樹を台木とする接ぎ木法を推奨していた事例があった。
1884年に、フランス政府はアメリカ人であるチャールズ・バレンタイン・ライリーの功績を評価し、レジオンドヌール勲章を授与した。
同様に1888年は、トマス・ヴォルニー・マンソンの功績を評価し、テキサス州デニソンに代表団を派遣してレジオンドヌール勲章（シュヴァリエ）を授与した
1893年には、ヘルマン・イェーガーにもレジオンドヌール勲章が授与された。

## 日本の事例
日本においては1885年（明治18年に）農商務省三田育種場ではじめてフィロキセラが発見された。フィロキセラが発見された木は発見の3年前の1882年（明治15年）にアメリカから輸入した苗木であり、これに付着して侵入したものである。発見後、三田育種場では30万本もの苗木が焼却処分されたものの、名古屋葡萄組商会が発見前の明治17年に三田育種場から仕入れた苗を2府10県に頒布してしまっており、日本全国で日本原産種（甲州種）が枯れるといった大きな被害をもたらした。1916年（大正5年）に農商務省は対策に乗り出し、農学者・神沢恒夫はフィロキセラの生活史を調べた上で、甲州やデラウエアなどに適した優良台木五品種の選定や、接ぎ法の改良を行った。1935年（昭和10年）に防除研究は完了し、台木が全国に配布され、日本のフィロキセラ禍は完全に終結した。

## 現代
フィロキセラ自体に対する対策や、それによってもたらされる虫害に対する治療法は現代でも確立されていない。このため、接ぎ木法を用いない自根栽培において、フィロキセラは依然として大きな脅威である。
例えばオーストラリアのヤン・ヴァレーは、世界でも数少ない自根のワイン産地であったが、21世紀に入ってからフィロキセラ禍に見舞われ始めている。
フィロキセラに耐性があるヨーロッパ原産のブドウ樹としては、唯一、ギリシャの火山島であるサントリーニ島で生育するアシルティコが知られている。ただし、この耐性の要因はブドウ樹そのものではなく、火山灰の土壌にあると推測されている。